# Better Call Saul
A Better Call Saul amerikai 2015 és 2022 között bemutatott televíziós drámasorozat, melyet Vince Gilligan és Peter Gould alkotott. A nagy sikerű Breaking Bad – Totál szívás című sorozat spin-offja, egyben előzménytörténete és bizonyos epizódokban folytatása. A történet 2002-ben kezdődik, hat évvel a Breaking Bad előtt, amikor a pénzgondokkal és megbízásokért küzdő ügyvéd és korábbi szélhámos, Jimmy McGill elkezdi praxisának felfuttatását, s amelynek végén az egocentrikus, az alvilággal kapcsolatban álló Saul Goodmanné válik. A másik főszereplő a szintén a Breaking Badben látható Mike Ehrmantraut, aki szintén lefelé csúszik a lejtőn: a korábbi rendőr fia halála után azt tűzi ki célul, hogy mindent megadjon menyének és unokájának, és emiatt egyre mélyebbre süllyed az alvilágban. Több karakter és helyszín is visszaköszön a Breaking Badből, és néhány múltbéli történés is magyarázatot nyer. A sorozat hat évad hosszúságú (ebből az utolsót két részre szedték), hazánkban magyar szinkronnal az AMC mutatta be, illetve feliratosan látható valamennyi évad a Netflixen is. Első epizódját 2015. február 8-án vetítették le, az utolsót pedig 2022. augusztus 15-én.
A sorozat kezdetén Jimmy még komoly pénzügyi gondokkal küzd és jobbára kirendelt védői díjakból tartja fenn magát. Barátnője és korábbi kollégája, Kim Wexler a Hamlin, Hamlin & McGill Ügyvédi Irodánál dolgozik, melynek tagja Jimmy bátyja, a remek, de betegeskedő ügyvéd, valamint Howard Hamlin. Egyik nap felfogadja Jimmyt Ignacio "Nacho" Varga, egy fiatal, okos drogdíler srác, aki később kénytelen-kelletlen Gustavo Fring kéme lesz a Salamanca családnál. Mike, aki kezdetben a bíróság parkolóházában dolgozik mint kapuőr, fokozatosan egyre simlisebb ügyeket vállal el, így kerül kapcsolatba mind Nachóval, mind Gussal. A főszereplők közt pedig a Salamanca család ravasz és erőszakos tagja, Lalo teremt furcsa kapcsolatot.
Akárcsak elődje, a Better Call Saul is hamar a közönség és a kritikusok kedvence lett. Számos díjra jelölték, első epizódja pedig a maga idejében a valaha volt legnézettebb tévéműsor volt kábeles adón az Egyesült Államokban. 53 alkalommal jelölték Emmy-díjra, de egyszer sem nyert, ezzel a sorozat felállított egy rekordot

## Cselekmény
A sorozat főhőse a Breaking Badből már ismert ügyvéd, Saul Goodman (Bob Odenkirk), akinek az élete Walter White-nak is köszönhetően teljesen tönkrement. Ez a sorozat 2002-ben kezdődik és körülbelül 2008-ban ér véget. Saul itt még eredeti nevén, mint James Morgan McGill szerepel. Korábban Chicagóban élt és "Csúszós Jimmy" becenéven piti szélhámos volt, de nem kis részben bátyja, Chuck hatására úgy dönt, hogy az új-mexikói Albuquerque-ben próbál szerencsét, először egy ügyvédi iroda postázójában dolgozva, majd az Amerikai Szamoai Egyetem levelező szakán megszerzett szakvizsga után egyéni ügyvédként. Chuck, a híres, de egészségi állapota miatt egy ideje nem praktizáló ügyvéd, bár ezt sokáig jól leplezi, Jimmy ügyvédkedése ellen van, ismerve a múltbéli stiklijeit. Jimmy, aki a sorozat elején bálványozza bátyját, minden helyzetben megpróbálja igazolni rátermettségét, és ebben segítségére van egyik kolléganője, Kim Wexler is, akivel romantikus kapcsolatba is kerül, és akit még a postázóból ismer.
Chuck társa az ügyvédi irodában Howard, Jimmy nemezise, aki valamiért ki nem állhatja őt, és éppen ezért nem veszik fel irodai tagnak. Jimmynek nem marad más választása, egyéni praxist kell futtatnia, kezdetben igen nagy nehézségek közepette. Aztán hirtelen felcsap az idősek ügyvédjének, és ezzel az első igazán komoly ügy is megérkezik, amikor felfedezi, hogy egy idősotthon megkárosítja a lakóit. Ő és Chuck együtt kezdenek el dolgozni ezen, mígnem a bátyja kicsavarja a kezéből az irányítást. Hirtelen döbben rá, hogy Chuck volt az, aki minden erejével akadályozni próbálta őt abban, hogy ügyvéd legyen, és ez motiválja őt arra, hogy visszatérjen a régi stiklijeihez. A történet előrehaladtával így kezdi el az élete egyre jobban keresztezni az illegális drogterjesztő hálózatokat, és ennek során kerülnek képbe a Breaking Badben már megismert karakterek is. Ezekben az években ugyanis hivatalosan (elég gyenge lábakon álló) fegyverszünet van a Juárez-i drogkartell helyi képviselői, a Salamancák (Hector, Marco, Leonel, Tuco és Lalo), valamint a "Los Pollos Hermanos" csirkeéttermet is vezető Gustavo Fring között, az áru terítésével kapcsolatosan. A Salamancák egyik embere Nacho, aki fokozatosan keveredik bele a bonyodalmakba és kétségbeesetten próbálja megvédeni édesapját attól, hogy az ő tettei miatt baja essen. A korábbi rendőr Mike Ehrmantraut pedig piszkos munkákat is vállalva Gus "takarítójává" válik. A sorozat előrehaladtával válik James Morgan McGill-ből Saul Goodman, aki a régi életének szélhámosságait egyre jobban bevonja az ügyvédi munkájába, és így lesznek cselekedetei eleinte csak megkérdőjelezhetőek, majd etikátlanok, végül törvénytelenek.
Néhány epizódban időugrás is látható, amelyekkel a sorozat átfedésbe kerül a Breaking Baddel, emellett az annak eseményeit követő jelenetek (jellemzően az évadpremierekben láthatóak, illetve az utolsó néhány rész ilyen) fekete-fehérek. Ez utóbbiak Nebraskában, Omaha városában játszódnak, ahol Jimmy már mint Gene Takavic él álnéven, és fahéjas csigákat süt a Cinnabon gyorsétteremláncnak.
|  | Alább a cselekmény részletei következnek! |

### Első évad
Jimmy egy remek bevételi lehetőséggel bíró ügyet, a Kettleman-házaspár sikkasztási ügyét szeretné megszerezni, amit bátyja ügyvédi irodája, a Hamlin, Hamlin & McGill (HHM) elhappol előle. Miközben trükkös úton próbálja visszaszerezni ügyfeleit, mint az idősek ügyvédje tesz szert hírnévre. Miközben rendszeresen látogatja őket, felfedezi, hogy a Sandpiper Idősotthon módszeresen megrövidíti a gondozottakat, több milliós kártérítési pert megalapozva ezzel. Felajánlja az ügyet a HHM-nek, hogy vigyék közösen, de ők elutasítják (bátyja, Chuck mesterkedéseinek köszönhetően). Amikor ezt megtudja, nagyon megharagszik Chuckra, és egy időben abba is akarja hagyni az ügyvédkedést. De amikor megtudja, hogy az ügy valóban hatalmas, és egy másik iroda, a Davis & Main akar vele foglalkozni, és őt is bevonnák teljes értékű tagként, meggondolja magát.
Közben Mike, a nyugdíjas rendőr, aki csak nemrég költözött Albuquerque-be, hogy közelebb legyen unokájához és menyéhez (fia részint az ő hibájából sajnos korábban meghalt), a bíróság parkolójában dolgozik jegyellenőrként, így találkozik Jimmyvel. Segít neki a Kettleman-ügy megszerzésében, majd később testőrként áll egy gyógyszernepper, Pryce mellé. Itt találkozik az ambiciózus Nachóval, aki a Salamanca-családnak dolgozik. Mindezt azért teszi, mert gyötri a bűntudat fia halála miatt, és hogy még élő hozzátartozóiról gondoskodhasson, pénzt próbál szerezni nekik.

### Második évad
Jimmy a Davis & Mainnél kezd el dolgozni, csakhogy a Sandpiper-üggyel kapcsolatban nagyon kevesen jelentkeznek. Ezért, sokak szerint etikátlan módon, egy TV-reklámot készít, amivel kifejezetten az időseket célozza meg. Jimmyt leteremtik ezért, Kimet pedig, akit cinkosnak tartanak, lefokoznak a HHM iratrendezőjévé. Hogy visszaszerezze a bizalmat, Kim megszerzi a nagy regionális bankot, a Mesa Verdét, de egyáltalán nem honorálják, sőt – elveszik tőle az ügyet. Jimmy, aki haragszik azért, mert miatta büntetik Kimet, kilép a Davis & Maintől, és ráveszi Kimet, hogy jöjjön vele. A Mesa Verde-ügyet azonban nem tudja elvinni magával, mert Chuck közbelép. Ezért Jimmy drasztikus lépést tesz: iratokat hamisít, hogy azokban elírás szerepeljen, így igazolva Chuck inkompetenciáját. A terv beválik, Chuck a bíróság előtt szégyenben marad, Kim pedig visszakapja a bankot. Mikor Chuck gyanítani kezdi öccse felelősségét, betegséget színlel, és egy magnóval felveszi, ahogy bevallja neki, hogy mit tett.
Eközben Nacho felkeresi Mike-ot, hogy ölje meg Tucót, akitől retteg. Mike nem meri elvállalni a családja miatt, de abba belemegy, hogy legalább börtönbe juttassa őt. Ez sikerül is, amit megtud a nagybátyja, Hector Salamanca. Ő ezt nem bánja, de azt kéri Mike-tól, hogy akkor legalább hamis tanúvallomással érje el, hogy Tuco kevesebbet üljön a börtönben. Mike nem hajlandó ebbe belemenni, ezért a családját kezdik el fenyegetni. Ő a rendőrség figyelmét próbálja felkelteni, de ezzel csak azt éri el, hogy meghal egy ártatlan ember. Így ő maga akar végezni Hectorral, de ezt egy ismeretlen személy megakadályozza.

### Harmadik évad
Chuck trükkökkel eléri, hogy a hangfelvételt bizonyítékként lehessen elfogadni. Nem akar büntetőeljárást az öccse ellen, hanem azt szeretné, hogy örökre kizárják az ügyvédi kamarából. A meghallgatáson azonban Jimmy úgy intézi, hogy Chuck furcsa betegségét a mentális állapotának tudják be, így a fegyelmi tanács végül is úgy dönt, csak egy évre függesztik fel. Hogy addig is némi pénzre tegyen szert, az ügyvédként előre megvásárolt reklámidejét árusítja ki, Saul Goodman néven. Közben Kim egyre többet dolgozik, ami miatt kimerül, és autóbalesetet szenved. Jimmy megtudja, hogy az ügyvédi felelősségbiztosítása emelkedni fog a felfüggesztése miatt. Miután kiderül, hogy Chuck betegsége szintén meg fogja emelni az HHM felelősségbiztosítását, Howard ki akarja vásárolni a praxisából, de Chuck megsértődik és perrel fenyegetőzik. Miután Jimmyvel is véglegesen összevesznek, visszaesik a betegségébe, és katatón állapotban felgyújtja a házát, amibe belehal.
Közben kiderül, hogy Mike-ot nem más, mint Gus Fring, a Los Pollos Hermanos csirkeétterem vezetője állíttatta le, aki maga is benne van a drogbizniszben. Személyes elintéznivalója van Hectorral, ezért magának tartja fenn a jogot, hogy megölje. Abba azért beleegyezik, hogy Mike keresztbe tegyen a Salamanca-család ügyleteinek, és ezért cserébe fizetést is kapna tőle. Nacho, aki félti a családját, különösen apját Hectortól, elhatározza, hogy szívgyógyszere placebóra kicserélésével végez vele. A dolog sikerül, Hector egy dührohama közben stroke-ot kap, és kórházba szállítják.

### Negyedik évad
Chuck halála után Jimmy próbálja magát valahogy fenntartani. Egy mobilboltban kezd el dolgozni, de csakhamar újra elkezdi korábbi stiklijeit egy kis mellékesért. Közben Kim, akinek megnő a munkaterhe, elkezd kirendelt büntetőügyeket is vállalni. Mike biztonsági konzulensként kezd el dolgozni a Madrigalnál, ahol a feladatai közé tartozik Gus szupertitkos methlaborjának felépítése. Gus, aki megtudja, hogy Nacho is érintett Hector állapotában, a markában tartva őt próbál terjeszkedni a Salamancák rovására. Nem számol azonban azzal, hogy a mexikói határ túlsó oldaláról megérkezik egy Salamanca, Lalo, akit szemmel láthatóan érdekelnek az itteni történések. Jimmy, amikor lejár a tiltás, előad az ügyvédi kamara előtt egy szívhez szóló beszédet arról, hogy mennyire szerette és tisztelte a bátyját – hogy aztán az első adandó alkalommal Saul Goodmanre változtassa a nevét, megtagadva ezzel az örökségét. A methlabor építése váratlanul félbeszakad, amikor Werner, a német építőbrigád vezetője pánikba esik, haza akar menni családjához, és túl sokat beszél. Így nincs más választás: Mike-nak meg kell ölnie őt.

### Ötödik évad
Jimmy elkezd praktizálni Saul Goodman néven. Kezdő akcióként kiárusítja megmaradt mobiltelefonjait, így épít ügyfélkört, ám hamarosan komolyabb megbízást kap. Maga Lalo kéri fel, hogy érje el, hogy Krazy-8, akit egy balszerencsés akció során letartóztatnak, ne beszéljen semmit a rendőröknek. Krazy-8 megússza az ügyet, de cserébe a DEA informátora lesz. Gust ez nem zavarja, sőt – az apja életével zsarolja meg Nachót, aki így kényszerből kettős ügynökké válik. Mike rettenetes bűntudatot érez Werner halála miatt, ami annyira megviseli, hogy Gusnak kell lépnie és helyreráznia őt. Jimmyt az évad során folyamatosan próbálja rávenni Howard, hogy csatlakozzon a HHM-hez, de ő folyamatosan hárít, illetve különféle szemét stikliket csinál a rovására. A Mesa Verde terjeszkedni akar és egy új call centert akarnak építeni – az egyik lakó, Mr. Ackers viszont nem hajlandó kiköltözni, amivel hátráltatja a beruházást. Kim feladata lenne elintézni a kilakoltatást, azonban váratlanul gondol egyet és segíteni szeretne. Felkéri Jimmyt, hogy legyen Mr. Ackers ügyvédje, aki ezt elvállalja és furfangos módon eléri, hogy ne kelljen elköltözni, sőt még fizessenek is neki pénzt. Kim aggódik, hogy az ehhez hasonló dolgok veszélyesek lehetnek, ezért ő és Jimmy összeházasodnak.
Gus meg akar szabadulni Lalótól. Először Mike segítségével eléri, hogy letartóztassák őt. Lalo Jimmyt akarja ügyvédnek, aki ha vonakodva, de elvállalja a megbízást, annak is köszönhetően, hogy ha ezt elvállalja, akkor a kartell barátja lesz. Eléri, hogy óvadék ellenében szabadlábra helyezzék, de a pénzért is neki kell elmennie. Az út hosszú és viszontagságos, és mély nyomot hagy Jimmyben, akinek Mike menti meg az életét. Erről azonban nem tájékoztatja Lalót, aki gyanakodni kezd. Kim menti meg a helyzetet, aki azonban szintén személyiségváltozáson megy keresztül, és azt akarja, hogy a Sandpiper-üggyel kapcsolatosan toljanak ki Howarddal és szerezzenek kétmillió dollárt. Gus közben elérkezettnek látja az időt, hogy Nacho segítségével bérgyilkosokat küldjön Lalóra. Lalo túléli a támadást, de Gus úgy tudja, meghalt, ráadásul dühös amiatt is, hogy rájött Nacho árulására.

### Hatodik évad
Jimmy és Kim eltökélik, hogy tönkreteszik Howardot, méghozzá a Sandpiper-ügyön keresztül. Ennek érdekében először megkísérlik koholt bizonyítékokkal a drogfüggőségét elhitetni a Davis & Main-nel, majd azt, hogy prostituáltakat szokott felszedni. Közben Jimmy igen rossz hírnévre tesz szert a bíróságon, miután elvállalta Lalo védelmét, ez viszont meglepő módon azzal is együtt jár, hogy az összes piti bűnöző őt akarja. Emiatt új irodahelyiséget kell keresnie. Nachónak bújkálnia kell, mert a kartell vérdíjat tűzött ki a fejére. Lalo a nyomában jár és bizonyítékokat keres, hogy az egész akciót Gus tervelte ki – ha sikerrel jár, végre leszámolhatnak vele. Miután Nachónak gondolnia kell az apjára is, végső elkeseredésében feladja magát, de azt hazudja, hogy egy másik kartell megbízásából cselekedett, ezután öngyilkos lesz. Mike találkozik Kimmel, és elmondja, hogy Lalo életben van, és hogy értük is el fog jönni.
Miközben Jimmy és Kim rettegnek attól, hogy Lalo rájuk talál, Howard is felfedezi, hogy szándékosan tönkre akarták tenni őt. Egy rögtönzött bokszmeccsen legyőzi Jimmyt, később pedig egy magánnyomozóját állítja rá. A Sandpiper-ügy tárgyalásának napján aztán kiderül, hogy a magánnyomozó igazából az ő emberük volt, ráadásul a per során Howardot tudtán kívül bedrogozzák, ami miatt botrányt csinál, és ezért jóval kevesebb pénzt tud csak ő is és a Davis & Main is szerezni, mint amit vártak. Aznap este Howard kérdőre akarja vonni Jimmyt és Kimet a lakásukon – szerencsétlenségükre Lalo is pont ugyanekkor ér oda ugyanezért, és hidegvérrel megöli Howardot. Lalo arra akarja kényszeríteni őket, hogy segítsenek neki Gus megölésében – a pároson Mike segít, majd egy tűzharcot követően Gus megöli Lalót. Howard holttestét eltüntetik, és egy fedősztorit találnak ki, amiben a kokainfüggőségét is szerepeltetik. A temetését követő események annyira felzaklatják Kimet, hogy úgy dönt: befejezi az ügyvédként való praktizálást és elhagyja Jimmyt is, mert úgy érzi, rossz hatással vannak egymásra. Jimmy ezt követően teljesen átalakul Saul Goodman-né: ekkor költözik az új lakásába, ekkor kezdi el hordani a harsány öltönyeit, és ekkor szerzi be a védjegyévé vált Cadillacet is.
Innentől kezdve a sorozat folytatja a jövőbeli események taglalását, amikor is Jimmynek Gene néven fahéjas csigákat kell sütögetnie Nebraskában, mert Walter White miatt tönkrement az élete. A korábbi évadpremierekben látható volt, mennyire megviseli őt ez, illetve hogy egy Albuquerque-ből származó taxisofőr felismerte őt, és hogy emiatt a saját kezébe kell vennie a dolgokat. Az illetővel, Jeff-fel megcsinál egy közös balhét, de aztán közli vele, hogy végeztek egymással, és hogy eszébe ne jusson feldobni őt a rendőrségen. Később telefonon beszél az éppen Floridában élő Kimmel, aki arra kéri, hogy adja fel magát. A kérés felzaklatja őt, így aztán újabb stiklikbe kezd Jeff-fel meg a haverjával. Az egyik alkalommal aztán lebuknak, Jeffet letartóztatják,a férfi anyja pedig, miután felismeri Gene-ben Sault, ráhívja a rendőröket. Jimmy nem tanúsít ellenállást, amikor letartóztatják. Eleinte igen hosszú börtönévekkel kell szembenéznie, de kiharcol magának egy előnyös alkut: hét és fél évet kapna, arra tekintettel, hogy mindent Walter White kényszerítésének hatására tett. Mégis, később, amikor megtudja, hogy a cselekedetei miatt Kim is igen nagy bajba kerülhet, a bírósági tárgyaláson jelképesen felrúgja az alkut, elismeri, hogy mindent saját akaratából tett, és hogy köze volt Chuck halálához is. Emiatt 86 évre ítélik ("jó magaviselet mellett"), amit egy szigorú állami börtönben kell letöltene, de mivel a rabok ismerik őt a reklámjaiból, ezért összebarátkozott velük.

## A sorozatról

### Alapötlet
Vince Gilligan és Peter Gould már 2009-ben fontolóra vették egy Breaking Bad spin-off sorozat elkészítését. A harmadik évad utolsó előtti epizódjának forgatása közben megkérdezték Bob Odenkirköt, hogy vállalná-e, tekintettel arra, hogy mellékszereplőnek indult karaktere rendkívül népszerű lett a nézők körében. 2012-ben az ötlet nyilvánosságra került: Gilligan kifejtette, hogy érdekes lenne sorozatot készíteni egy olyan ügyvédről, aki mindent megtesz azért, hogy az ügyek ne a bíróságon dőljenek el, hanem legkésőbb a bíróság lépcsőin. A sorozat egyes epizódjait kitárgyaló "Talking Bad" című kísérőműsor egyik epizódjában Odenkirk kifejtette, hogy szerinte az általa játszott karakter azért is lehetett olyan népszerű, mert a szereplők között a legkevésbé hipokrita és jól végzi a munkáját. Gilligan erre elmondta, hogy a forgatás alatt rengeteg dolgon gondolkodtak, például hogy a sorozat nyerhet-e Emmy-díjat, vagy hogy az emberek vásárolnának-e Los Pollos Hermanos feliratú pólókat. Mikor ezek megvalósultak, akkor kezdték el a Saul Goodman-sorozat korábban felvetett ötletével is foglalkozni. Saul eredetileg csak három epizódban szerepelt volna, azonban népszerűsége miatt a sorozat végéig állandó szereplő lett, és eközben az eredetileg kétdimenziós karaktert sikerült árnyalni.
2013 áprilisában hivatalosan is bejelentették, hogy elkezdtek dolgozni a "Better Call Saul" sorozaton. Ekkoriban mutatták be a Breaking Bad ötödik évadának második felét és még rengeteg dolgot le kellett tárgyalni vele kapcsolatban. Eleve a Breaking Bad záróévadánál is kérdéses volt, hogy melyik csatorna fogja bemutatni, és ezúttal is voltak erre jelentkezők. Többek között a Netflix, ahol a Breaking Bad igazán népszerűvé vált. Végül sikerült megegyezni az AMC-nek és a sorozatot gyártó Sony Pictures Television-nek. Gilligan és Gould visszatértek mint showrunnerek, és a korábbi stábból Thomas Schnauz és Gennifer Hutchinson írók is, mindketten immár producerként is.
Eredetileg egészen más sorozatot képzeltek el Gilliganék. A kezdeti tervekben fél órás epizódok szerepeltek, ahol Saul egy-egy ügyfele körül forgott volna a cselekmény (akiket hírességek alakítottak volna), hasonlóan a "Dr. Katz: Professional Therapist" című rajzfilmsorozathoz. A stábnak azonban semmilyen tapasztalata nem volt a formátummal, így végül az egyórás epizódok mellett maradtak. A Breaking Bad arányait meg akarták fordítani, és 75 százalék komédia mellett 25 százalék drámát szerettek volna szerepeltetni. Végül aztán erről is letettek, és a komédia kárára ebben a sorozatban is előretört a dráma.
Ugyan sok főszereplő ügyvéd, Gilligan és Gould nem szerette volna, ha a sorozat kimondottan a jogászokról szól, mégis szükség volt arra, hogy élethűen ábrázolják őket. Ezért rengeteget beszélgettek ügyvédekkel és a Los Angeles-i Legfelsőbb Bíróságra is sokat jártak, ahol megtapasztalták, hogy az ügyvédi munka jelentős része a várakozással megy el – arra várva, hogy a többiek megtegyék a lépéseiket.
Úgy vélték emellett, hogy Saul Goodman önmagában kevés lesz ahhoz, hogy elvigye a sorozatot a hátán, mert kétségkívül vicces és érdekes figura volt már a Breaking Bad-ben is, de hiányzott valami belőle. Utóbb ezt abban találták meg, hogy a Breaking Bad eseményei idején Saul már egy kiforrott karakter volt, aki elfogadta magát olyannak, amilyen. Innen jött az ötlet, hogy esetleg szólhatna arról a cselekmény, hogy maga Saul Goodman hogyan jön létre. Mivel a sorozat címe már megvolt, Gilligan és Gould azért aggódtak amiatt, hogy a transzformációt viszonylag gyorsan le kell zavarniuk, mert ezt várja el a közönség. Az epizódok írása közben jutottak arra a következtetésre, hogy olyan a cselekmény, hogy a nézők igazából nem várják, hogy eljöjjön ez a pillanat, mert az egy tragikus pont lesz.
Írás közben sokkal rugalmasabbak voltak, és nem kötötték meg saját maguk kezét annyira, mint a Breaking Bad esetében többször is, amikor előrevetítettek bizonyos történéseket. Voltaképp a sorozat előre el sem volt tervezve, leszámítva azt, hogy egyszer valamikor össze kell érnie a Breaking Bad idővonalával. Ilyen szempontból volt érdekes Kim Wexler karakterének megírása, aki az első évadhoz képest a későbbiekben sokkal jelentősebb szerepet kapott, és általa lassították a Saullá alakulást, a hangsúlyt inkább a kettejük kapcsolatára helyezve. A későbbiek során bekerültek régről ismert karakterek is, köztük Gus Fring, az ő cselekményük azonban lényegében párhuzamos szálon futottak a műsoron belül, és csak bizonyos érintőleges pontokon fedték át egymást. Más karakterek alkalmanként bukkantak fel epizódszerepben, de a két igazi nagy szereplőt, Walter White-ot és Jesse Pinkmant csak a legutolsó évadban láthattuk, amikor szerepeltetésüknek volt is logikus kapcsolata a cselekménnyel.
Az egyik írónak kimondottan az volt a feladata, hogy nézze újra a Breaking Bad mind a 62 epizódját, és jelezze, ha az abban zajló történések bármilyen szempontból is ütköznek az új forgatókönyvvel.
Gilligan a harmadik évadban elhagyta az írói stábot, így Peter Gould lett az egyedüli showrunner. Gilligan minimális beleszólással közreműködött a negyedik és az ötödik évadok során, egy-egy epizódot rendezett, majd a hatodik évadban ismét visszatért íróként.

### Szereplőválogatás
Akárcsak a Breaking Bad-ben, ezúttal is Bob Odenkirk alakítja Saul Goodmant, ezúttal főszerepben, a karaktert pedig itt még Jimmy McGill-nek hívják. A másik nagy visszatérő Jonathan Banks, aki Mike Ehrmantraut szerepében tér vissza.
Michael McKean, aki már játszott együtt Odenkirkkel (annak Mr. Show című műsorában), illetve az X-akták egy epizódjában is játszott, Jimmy testvérét, Chuckot játssza. Patrick Fabian mint Howard Hamlin, Rhea Seehorn pedig mint Kim Wexler szerepelnek. Michael Mando, aki Nachót alakítja, egy meghallgatás útján nyerte el a szerepet.
A harmadik évadban főszereplővé lépett elő Giancarlo Esposito, aki újfent Gustavo Fringet alakította; ugyanennek az évadnak a végén Michael McKean karakterét kiírták a sorozatból, és már csak egy-egy visszaemlékezésben tért vissza. A negyedik évadban bukkant fel először Tony Dalton mint Lalo Salamanca, eleinte mint vendégszereplő, majd az ötödik évadtól főszereplő.

### Vendégszereplők felbukkanása
Már a második évad premierje előtt bejelentette Vince Gilligan, hogy lesznek visszatérő szereplők a Breaking Bad-ből epizódszerepben is, de azt egyelőre nem árulta el, hogy kikre lehetett számítani. Annyi derült ki, hogy akárkit is szerepeltetnek, a történetben lényeges szerepet kell játszania, tehát nem egy egyszerű cameo szerepről lenne szó egyikük esetében sem.
A sorozat vetítése alatt Bryan Cranston és Aaron Paul többször is jelezték, hogy ha felkérik őket, örömmel újrajátsszák Walter White és Jesse Pinkman karakterét. Úgy vélték, ha Gilligan szerepeltetni akarja őket, akkor az kellőképpen elő van készítve. Paul már az első évadban felbukkant volna, de erről később letettek. Végül mindketten megjelentek a hatodik évad utolsó részeiben: egy epizódban mindketten, egy-egy részben pedig külön is.
Dean Norris nem tudott egy ideig semmilyen beugró szerepet vállalni, mert ekkoriban a CBS "A búra alatt" című sorozatában volt főszereplő. Az ötödik évadban aztán végül két részben is megjelent. A második évad záróepizódjában eredetileg játszott volna Betsy Brandt, mint Marie Schrader, de úgy vélték, hogy a felbukkanása elterelte volna a figyelmet a fő sztoriszálról, ezért ezt elvetették. Helyette a karakter a sorozat fináléjában bukkant fel.
Más színészekkel is tárgyaltak, de velük nem jött össze. Anna Gunn, aki Skylert játszotta, egy időben tárgyalásban volt, végül nem jelent meg. A Patrick Kubyt játszó Bill Burr is majdnem felbukkant az ötödik évad "Max emlékére" című epizódjában, de családi okokból nem tudta összeegyeztetni a forgatás időpontját a magánéletével. A sorozat végén Gould megemlítette, hogy szerették volna, ha Anna Gunn, Dean Norris, Giancarlo Esposito és RJ Mitte is felbukkantak volna a fináléban, de egész egyszerűen nem tudtak ehhez olyan történetet írni, ami illeszkedett volna a cselekményhez.

### Forgatás
2014. június 2-án indult a forgatás Albuquerque-ben, és 2022. február 9-én zárult. Akárcsak a Breaking Bad, ez a sorozat is a városban játszódott, ezért aztán a külső forgatási helyszíneken túl az Albuquerque Studios volt a fő forgatási helyszín. Híres külső helyszín volt a Twisters étterem, ami ismét a Los Pollos Hermanos étterem szerepét játszotta, az Albuquerque Convention Center parkolóháza (ahol Mike parkolóőr volt), az Old Bernalillo County Courthouse, mint bíróság, és két irodaház, amelyek a HHM Ügyvédi Iroda belső tereinek adtak otthont.
Jimmy apró első irodája valóban egy körömszalon hátsó helyiségében volt, a forgatáshoz a tulajdonos segítségét vették igénybe. Salamancáék étterme szintén egy valódi helyszín South Valley-ben, amit csak egy kicsit módosítottak a forgatás kedvéért. A nebraskai plázában játszódó fekete-fehér képsorok igazából Albuquerque Cottonwood Mall nevű bevásárlóközpontjában forogtak, mégpedig a Cinnabon 2010-ben használatos dizájnjával és termékeivel, magukat a berendezési, felszerelési tárgyakat és az ott dolgozókat pedig szintén a Cinnabon kölcsönözte. Az Új-Mexikói Filmhivatal jelentése szerint a sorozat összesen 120 millió dollár bevételhez juttatta az államot, minden évadon körülbelül 1600 ember dolgozott, és összesen több mint 11 ezer ember volt statiszta.
A sorozat forgatásának befejeződését követően 2022 márciusában pótforgatás zajlott a hatodik évad nyitóepizódjához, amit viszont Kaliforniában készítettek, így ezek a sorozat egyedüli olyan jelenetei, amiket nem Új-Mexikóban rögzítettek.

### A főcím
Minden epizód előtt más-más viszonylag rossz minőségű videóban kerül bemutatásra Saul korábbi életének egy-egy eleme. Szerepel rajtuk például a felfújható Szabadság-szobor az irodája tetejéről, a mobiltelefonokkal teli fiók, a Cadillac, Saul bögréje, vagy a buszmegálló padján található reklám. Gould és Gilligan szándékosan választotta ezt a VHS-minőségű képi világra emlékeztető megjelenítést, ugyanis ez egybevágott Saul Goodman hírhedt TV-reklámjainak minőségével. Az ezekhez felhasznált képsorok egy részét a Breaking Bad fel nem használt jeleneteiből vágták be, másokat pedig újonnan rögzítettek. A főcímdalt a Little Barrie szerezte, amelynek első 15 másodperce hallható a főcím alatt, méghozzá feltűnően, hirtelen elvágva.
Mivel az utolsó kivételével mindegyik évad 10 epizódból áll, ezért a későbbi évadokban az azonos számozású epizódok ugyanazt a képsort kapták meg. Viszont már a második évadtól kezdődően látható, hogy a minőségük szándékoltan romlik: eleinte csak fekete-fehér bevillanások láthatóak, majd a kép évadról évadra esik szét és egyre inkább fekete-fehér. Ez egy közvetett utalás arra, hogy közelítünk Saul Breaking Bad utáni élete felé, ugyanis az akkor játszódó jelenetek fekete-fehérek.
Az utolsó évad rendhagyó, ugyanis 13 epizódból áll. A hatodik évad 10. epizódjától kezdve már a Breaking Bad eseményei után járunk, tehát szinte minden jelenet fekete-fehér. Ez a főcím is úgy kezdődik, mint az összes többi tizedik epizód: Saul "A világ legjobb ügyvédje" feliratú bögréje zuhan a földre és összetörik; csakhogy itt a főcím váratlanul félbeszakad, és a házi videózás hőskorára utalva egy sima kék háttér jelenik meg, rajta fehér betűkkel a sorozat címe és alkotóinak neve. A következő három epizód főcíme nagyjából ugyanez maradt, leszámítva, hogy egy addig nem látott kép is bevillan, ami alatt a főcímdal szól torzan (mintha csak gyűrött lenne a videoszalag), illetve még egy kép egy pillanatra, ami mindhárom rész esetében egy pillanatfelvétel egy későbbi jelenetből.

## Vetítés
2013 decemberében a Netflix bejelentette, hogy a sorozat teljes első évada elérhető lesz náluk azután, hogy a televízióban bemutatták a szezonzáró epizódot, a tengerentúlon pedig az amerikai bemutatást követő pár napon belül. Ennek ellenére a sorozat csak 2016 februárjában lett elérhető az Egyesült Államokban. Magyarországon az AMC adta, az első évadot mindössze 3 hét csúszással az angol nyelvű bemutató után, a második évad azonban csak csúszással, majdnem fél évvel később, 2016 júliusában került bemutatásra. A harmadik évadot 2017 áprilisában kezdték el, a magyar AMC itt már csak három napos késéssel sugározta szinkronnal. A negyedik évadot már ismét csúszással, másfél hónap késéssel adták le, az ötödik és a hatodik évadokat pedig fél évvel a bemutató után. Valamennyi részt egységesen csütörtök este 11 órakor vetítették, mégpedig egy összefoglalóval indítva, az előző részek tartalmából összeállítva.
A sorozat első része a 18-49 év közötti korosztályban 4,4 millió, a 25-54 év köztiben pedig 4 milliós nézettséget produkált. Összesen 6,9 millióan nézték meg, ami abszolút rekord volt kábeles tévés nézettség terén, melyet ugyanabban az évben egy szintén AMC-sorozat, a Fear The Walking Dead premierje döntött meg.

## Szereplők
| Szereplő                                   | Színész            | Magyar hang                                      | Szerep                                                                              |
| ------------------------------------------ | ------------------ | ------------------------------------------------ | ----------------------------------------------------------------------------------- |
| Jimmy McGill / Saul Goodman / Gene Takavic | Bob Odenkirk       | Kassai Károly                                    | A sorozat főszereplője, kisstílű ügyvéd, aki kapcsolatban áll az alvilággal.        |
| Mike Ehrmantraut                           | Jonathan Banks     | Varga T. József                                  | Exnyomozó, aki parkolóőrként dolgozik, illetve magánnyomozóként és "takarító"-ként. |
| Kimberley "Kim" Wexler                     | Rhea Seehorn       | Pikali Gerda                                     | Ügyvédnő, Jimmy barátja, akihez gyengéd szálak fűzik.                               |
| Howard Hamlin                              | Patrick Fabian     | Czvetkó Sándor (1-2. évad) Gubányi György István | A Hamlin, Hamlin & McGill Ügyvédi iroda egyik alapítója, Jimmy ősellensége.         |
| Chuck McGill                               | Michael McKean     | Papp János                                       | Jimmy testvére és nemezise, szintén ügyvéd                                          |
| Ignacio "Nacho" Varga                      | Michael Mando      | Zöld Csaba                                       | Tuco Salamanca bandájának egyik tagja, Jimmy egyik első ügyfele.                    |
| Gustavo Fring                              | Giancarlo Esposito | Jakab Csaba                                      | A Los Pollos Hermanos étteremlánc tulajdonosa, titokban drogbáró                    |
| Eduardo "Lalo" Salamanca                   | Tony Dalton        | Fehér Péter                                      | A mexikói kartell embere, Hector állapotromlása után veszi át a családi ügyeket.    |

### Breaking Bad-karakterek
Több szereplő is visszatér a Breaking Bad-ből, akik az ott játszott szerepükben bukkannak fel ismét:
- Tuco Salamanca és emberei
- Hector Salamanca
- Leonel és Marco Salamanca
- Krazy-8
- Ken, a bróker
- Saxton rendőr
- Fran, a pincérnő
- Stephanie Doswell, ingatlanügynök
- Lawson, a fegyvernepper
- Gustavo Fring
- Francesca Liddy, az ügyvédi iroda recepciósa
- Victor, Gus megbízható embere
- Juan Bolsa, a mexikói drogkartell helyi erős embere
- Huell Babineaux, Jimmy (Saul) embere
- Lydia Rodarte-Quayle
- Nick (Gus biztonsági embereinek egyike)
- Ira (betörő, a Breaking Bad-ben a Vamonos Pest tulajdonosa)
- Gale Boetticher
- Ed (a hamis személyazonosságokat biztosító férfi)
- Hank Schrader és Steven Gomez
- Herr Schuler (a Madrigal Electromotive GmbH cég egyik vezetője)
- Spooge
- Wendy, a prostituált
- Walter White
- Jesse Pinkman
- Emilio Koyama
- Marie Schrader

## Epizódok
| Évad | Évad | Epizódok | Epizódok         | Eredeti bemutató    | Eredeti bemutató  | Magyar bemutató      | Magyar bemutató      |
| Évad | Évad | Epizódok | Epizódok         | Évad premier        | Évad befejezése   | évad premier         | évad befejezés       |
| ---- | ---- | -------- | ---------------- | ------------------- | ----------------- | -------------------- | -------------------- |
|      | 1    | 10       | 10               | 2015. február 8.    | 2015. április 6.  | 2015. február 26.    | 2015. április 30.    |
|      | 2    | 10       | 10               | 2016. február 15.   | 2016. április 18. | 2016. július 28.     | 2016. szeptember 29. |
|      | 3    | 10       | 10               | 2017. április 10.   | 2017. június 12.  | 2017. április 13.    | 2017. június 22.     |
|      | 4    | 10       | 10               | 2018. augusztus 6.  | 2018. október 8.  | 2018. szeptember 27. | 2018. november 29.   |
|      | 5    | 10       | 10               | 2020. február 23.   | 2020. április 20. | 2020. június 4.      | 2020. augusztus 6.   |
|      | 6    | 13       | 7                | 2022. április 18.   | 2022. május 23.   | 2022. szeptember 8.  | 2022. október 20.    |
| 6    | 6    | 13       | 2022. július 11. | 2022. augusztus 15. | 2022. október 27. | 2022. december 1.    |                      |

## Fordítás
- Ez a szócikk részben vagy egészben a  Better Call Saul című angol Wikipédia-szócikk ezen változatának fordításán alapul.  Az eredeti cikk szerkesztőit annak laptörténete sorolja fel. Ez a jelzés csupán a megfogalmazás eredetét és a szerzői jogokat jelzi, nem szolgál a cikkben szereplő információk forrásmegjelöléseként.